# Осипов, Геннадий Васильевич
Генна́дий Васи́льевич О́сипов (род. 27 июня 1929, Рузаевка, Мордовская АССР, СССР) — советский и российский социолог, философ, доктор философских наук, профессор, академик Российской академии наук (1991).
До декабря 2017 года исполнял обязанности научного руководителя Института социально-политических исследований РАН (ИСПИ РАН). В 1991—2002 и в 2006—2017 годах — директор ИСПИ РАН. Президент Российской академии социальных наук (РАСН), член бюро Отделения общественных наук РАН, президент Евразийской международной ассоциации, член Научного Совета при Совете безопасности Российской Федерации, президент Международной Академии социальных наук, почётный президент Российской социологической ассоциации, сопредседатель Совета президентов Российского союза общественных академий наук, директор Высшей школы современных социальных наук МГУ, Председатель экспертной комиссии РСОШ по обществознанию.

## Биография
Родился в семье Героя Социалистического Труда, д. т. н., профессора В. Т. Осипова (1906—1984).
Окончил школу в Москве, после чего поступил в Военно-воздушную инженерную академию имени профессора Н. Е. Жуковского. Позднее учёный вспоминал:

Поступил в Академию им. Жуковского, но мне — домашнему мальчику, любимцу и в какой-то мере баловню семьи, не легла на душу принятая в военном учебном заведении строгая дисциплина… переориентировался в профессиональных предпочтениях и поступил в Институт международных отношений, хотя конкурс был огромный — 50 человек на место.— Журнал «Социологические исследования». — 2009. — № 6.
Окончил МГИМО МИД СССР (1952) по специальности «юрист-международник»; был принят в аспирантуру ИФАН. Член КПСС с 1955 года, в том же году защитил кандидатскую диссертацию «О „технократических“ теориях в современной буржуазной социологии», в 1964 году — докторскую диссертацию «Марксистская и буржуазная философия о месте и роли техники в современном общественном развитии».
С 1956 года — научный сотрудник Института философии, с 1968 — заместитель директора, заведующий отделом методологии и истории социологии ИКСИ (ИСИ) АН СССР.
Был женат на социологе Е. В. Осиповой (1927—2018); дочь Надежда (род. 1958), — д.соц.н., профессор, декан социологического факультета МГУ.

## Организаторская и научная деятельность
Благодаря деятельности Г. В. Осипова социология стала важной составной частью гуманитарных и социальных наук в СССР. Один из организаторов Советской социологической ассоциации, при основании которой был избран вице-президентом (в 1958 году). В 1959—1972 годах являлся президентом ассоциации.
Был организатором проведения первых социологических исследований в Советском Союзе и инициатором создания первого профильного журнала («Социологические исследования»), издававшегося с 1967 года. Он заложил основы политической социологии и внёс весомый вклад в разработку теоретико-методологических основ научных исследований социально-политической ситуации в России в новых условиях с учетом мировой социологической мысли. В 1960—1970-х годах под руководством и по инициативе Г. В. Осипова впервые были переведены на русский язык труды современных американских и английских социологов.
Важным этапом становления социологии как самостоятельной науки стала подготовка и издание первого в СССР научного пособия по социологии «Рабочая книга социолога» (1976), которое было переведено на многие языки мира. Академик Г. В. Осипов является автором более 250 научных работ по актуальным проблемам социологии и философии.
Г. В. Осипов — инициатор создания двух академических институтов: Института конкретных социологических исследований АН СССР (1968) и Института социально-политических исследований РАН (1991).
Под редакцией Г. В. Осипова изданы «История социологии в Западной Европе и США» (1993), «Энциклопедический социологический словарь» (1995), «Российская социологическая энциклопедия» (1999), «Социологический энциклопедический словарь» (2000).
В 2008 году был научным консультантом при защите докторской диссертации П. П. Бородина «Социально-политическая стабильность — основное условие развития России».
С 2015 года — председатель Федерального учебно-методического объединения в системе высшего образования по укрупнённой группе специальностей и направлений подготовки «39.00.00 Социология и социальная работа».

## Награды
- Орден «За заслуги перед Отечеством» IV степени (8 марта 2009)[6]
- Орден Александра Невского (1 октября 2021)[7]
- Орден Почёта (20 декабря 2004)[8]
- Орден Дружбы (29 мая 2000)[9]
- Почётная грамота Президента Российской Федерации (5 ноября 2014)[10]
- Орден святого благоверного князя Даниила Московского II степени (Русская православная церковь)
- Золотая медаль имени М.М. Сперанского (РАН, 2005)— за фундаментальные социологические исследования «Социология и политика», «Социология и социальное мифотворчество», «Социальное мифотворчество и социальная практика»
- Почётная грамота Российской академии наук (27 июня 2024) — за многолетний плодотворный труд, большой вклад в развитие фундаментальных и прикладных научных исследований в области социологии знания, экономики знания, вызовов и угроз современной социальной реальности и в связи с юбилеем

## Основные работы
Книги
- Техника и общественный прогресс. — М.: Издательство АН СССР, 1959.
- Автоматизация в СССР. — М., 1961.
- Копанка 25 лет спустя. — М., 1965.
- Социология в СССР: В 2-х томах. — М.: Мысль, 1965 (ред.-сост.):
  - Т. 1;
  - Том 2;
* Дробижева Л. М. Рецензия на книгу: Социология в СССР: В 2-х томах. — М.: Мысль, 1966 // Вопросы истории. — 1966. — № 12. — С. 155—160.
- Рабочая книга социолога Архивная копия от 8 августа 2007 на Wayback Machine. — М.: Наука, 1976 (редактор):
  - 2-е изд. 1983;
  - 4-е изд., 2006. — 480 с;
  - 5-е изд. 2009.
- Социальные проблемы труда и производства: Сравнительное советско-польское исследование. / Под ред. Г. В. Осипова и Я. Щепаньского. — М., 1969.
- Методы измерения в социологии. — М., 1977. (в соавт. с Э. П. Андреевым)
- Теория и практика социологических исследований в СССР. — М., 1979.
- Россия: Национальная идея. Социальные интересы и приоритеты. — М., 1997.
- Социальное мифотворчество и социальная практика. — М.: Норма, 2000. — 543 с.
- Социология и социальное мифотворчество. — М.: Норма, 2002. — 656 с.
- Социология и государственность: Достижения, проблемы, решения. — М.: Вече, 2005.
- Российская академия наук — великое национальное достояние. — М.: Издательство РГСУ, 2006. — 204 с.
- Социология и общество. — М., 2007.
- Глобальный кризис западной цивилизации и Россия. — 2-е изд. — М., 2009. (отв. ред.)
- Социология и политика. — М., 2009.
- Экономика и социология знания. — М., 2009. (совм. с С. В. Степашиным)
- Введение в социологическую науку. — М., 2010.
- Измерение социальной реальности. — М., 2011.
- Возрождение социологической науки в России. — М., 2012.

Статьи
- Три встречи с Питиримом Сорокиным // Социологические исследования. — 2004. № 5. — С. 4—9. Архивная копия от 29 февраля 2008 на Wayback Machine
- Возрождение российской социологии (60—90-е годы XX века): страницы истории // Социологические исследования. Февраль 2004. № 2. С. 24—30.
- Вступительное слово академика РАН Г. В. Осипова // Мартыненко В. В. Неизвестная политика Банка России. — М.: Издательство ИСПИ РАН, 2004. — С. 9—15. Архивная копия от 28 сентября 2007 на Wayback Machine
- Вступительное слово академика РАН Г. В. Осипова // Мартыненко В. В. Кальдера государственной власти. — М.: Издательство ИСПИ РАН; Издательский дом «Академия», 2005. — С. 10—11. Архивная копия от 11 декабря 2006 на Wayback Machine